# Орленко Леонід Сергійович
Леонід Сергійович Орленко (нар. 24 вересня 1924, м. Глухів — пом. 8 вересня 2004, м. Глухів, Сумська область, Україна) — український педагог, учасник німецько-радянської війни.

## Життєпис
Леонід Орленко народився 24 вересня 1924 року в місті Глухові Чернігівської губернії (з 1939 року — Сумської області). Після закінчення школи та пережитої окупації у вересні 1943 року був мобілізований рядовим на фронт Другої світової війни у складі 226-ї стрілецької дивізії, що за визволення нашого краю одержала назву Глухівської. Під час форсування Дніпра та визволення Києва був важко поранений у Ясногородці на правобережжі Дніпра. Через помилку його рідні одержали «похоронку» на сина. Після визволення брав участь у бойових діях у складі інших частин у Східній Пруссії та брав участь у штурмі Кенінсберга.
Повернувшись після завершення Другої світової війни додому в 1946 році вступив на навчання до Глухівського учительського інституту, потім здобув професію вчителя математики у Сумському державному педінституті. Перспективного молодого фахівця направили до Уланівської семирічки колгоспної молоді, де він викладав математику та фізику. У 1954 році 30-річного перспективного педагога вирішили перекваліфікувати з учителя на керівника. Він був призначений завідувачем Глухівського районного відділу народної освіти. У 1973 році Леонід Орленко перейшов до Глухівської середньої школи № 3, де ще 9 років працював на посаді заступника директора з навчально-виховної роботи та вчителя математики. Вийшовши на пенсію у 1984 році, не полишив педагогічну роботу — до 1992 року викладав дітям математику. Пліч-о-пліч з педагогом працювала тут же вчителем української мови і його дружина Тетяна Михайлівна.
Помер Леонід Орленко 4 вересня 2008 року на 84-му році життя.

## Нагороди
- орден орденом Вітчизняної війни І ступеня;
- медаль «За відвагу»,
- медаль «За бойові заслуги»,
- медаль «За взяття Кенінсберга»,
- медаль «За перемогу над Німеччиною»,
- медаль «Захиснику Вітчизни».

## Родина
- Дружина: Орленко Тамара Максимівна — вчителька української мови та літератури Глухівської середньої школи № 3.
- Син: Орленко Сергій Леонідович — голова Державного агентства екологічних інвестицій України.